# Bande des 60 mètres
 (août 2023).
Si vous disposez d'ouvrages ou d'articles de référence ou si vous connaissez des sites web de qualité traitant du thème abordé ici, merci de compléter l'article en donnant les références utiles à sa vérifiabilité et en les liant à la section « Notes et références ».
 (août 2023).
La mise en forme du texte ne suit pas les recommandations de Wikipédia : il faut le « wikifier ».
Les points d'amélioration suivants sont les cas les plus fréquents. Le détail des points à revoir est peut-être précisé sur la page de discussion.
- Les titres sont pré-formatés par le logiciel. Ils ne sont ni en capitales, ni en gras.
- Le texte ne doit pas être écrit en capitales (les noms de famille non plus), ni en gras, ni en italique, ni en « petit »…
- Le gras n'est utilisé que pour surligner le titre de l'article dans l'introduction, une seule fois.
- L'italique est rarement utilisé : mots en langue étrangère, titres d'œuvres, noms de bateaux, etc.
- Les citations ne sont pas en italique mais en corps de texte normal. Elles sont entourées par des guillemets français : « et ».
- Les listes à puces sont à éviter, des paragraphes rédigés étant largement préférés. Les tableaux sont à réserver à la présentation de données structurées (résultats, etc.).
- Les appels de note de bas de page (petits chiffres en exposant, introduits par l'outil «  Source ») sont à placer entre la fin de phrase et le point final[comme ça].
- Les liens internes (vers d'autres articles de Wikipédia) sont à choisir avec parcimonie. Créez des liens vers des articles approfondissant le sujet. Les termes génériques sans rapport avec le sujet sont à éviter, ainsi que les répétitions de liens vers un même terme.
- Les liens externes sont à placer uniquement dans une section « Liens externes », à la fin de l'article. Ces liens sont à choisir avec parcimonie suivant les règles définies. Si un lien sert de source à l'article, son insertion dans le texte est à faire par les notes de bas de page.
- La présentation des références doit suivre les conventions bibliographiques. Il est recommandé d'utiliser les modèles {{Ouvrage}}, {{Chapitre}}, {{Article}}, {{Lien web}} et/ou {{Bibliographie}}. Le mode d'édition visuel peut mettre en forme automatiquement les références.
- Insérer une infobox (cadre d'informations à droite) n'est pas obligatoire pour parachever la mise en page.

Pour une aide détaillée, merci de consulter Aide:Wikification.
Si vous pensez que ces points ont été résolus, vous pouvez retirer ce bandeau et améliorer la mise en forme d'un autre article.
La bande 5 MHz, désignée aussi par sa longueur d'onde, 60 mètres, est destinée à établir des radiocommunications à toute heure du jour et de la nuit.
La bande 5,2 MHz à 5,4 MHz du service radioamateur est avec une attribution mondiale à titre secondaire  destinée à établir des radiocommunications de loisir et pour faciliter le rôle que joue le service radioamateur dans les opérations de secours en cas de catastrophe.

Antenne monopôle NVIS de toit pour le trafic radio régional de jour

## La bande des 60 mètres dans le monde

Régions ou la bande des 60 mètres est alloué aux radioamateur.
En bleue ont une allocation nationale.
En verte ont une autorisation individuelle.
En cyan autorisation individuel et avec des limitations.
En rouge allocation pour les radiocommunications d'urgence.

Cette bande est utilisée par le service radioamateur dans les pays voir image :

## Répartition des fréquences de la bande de 5 MHz

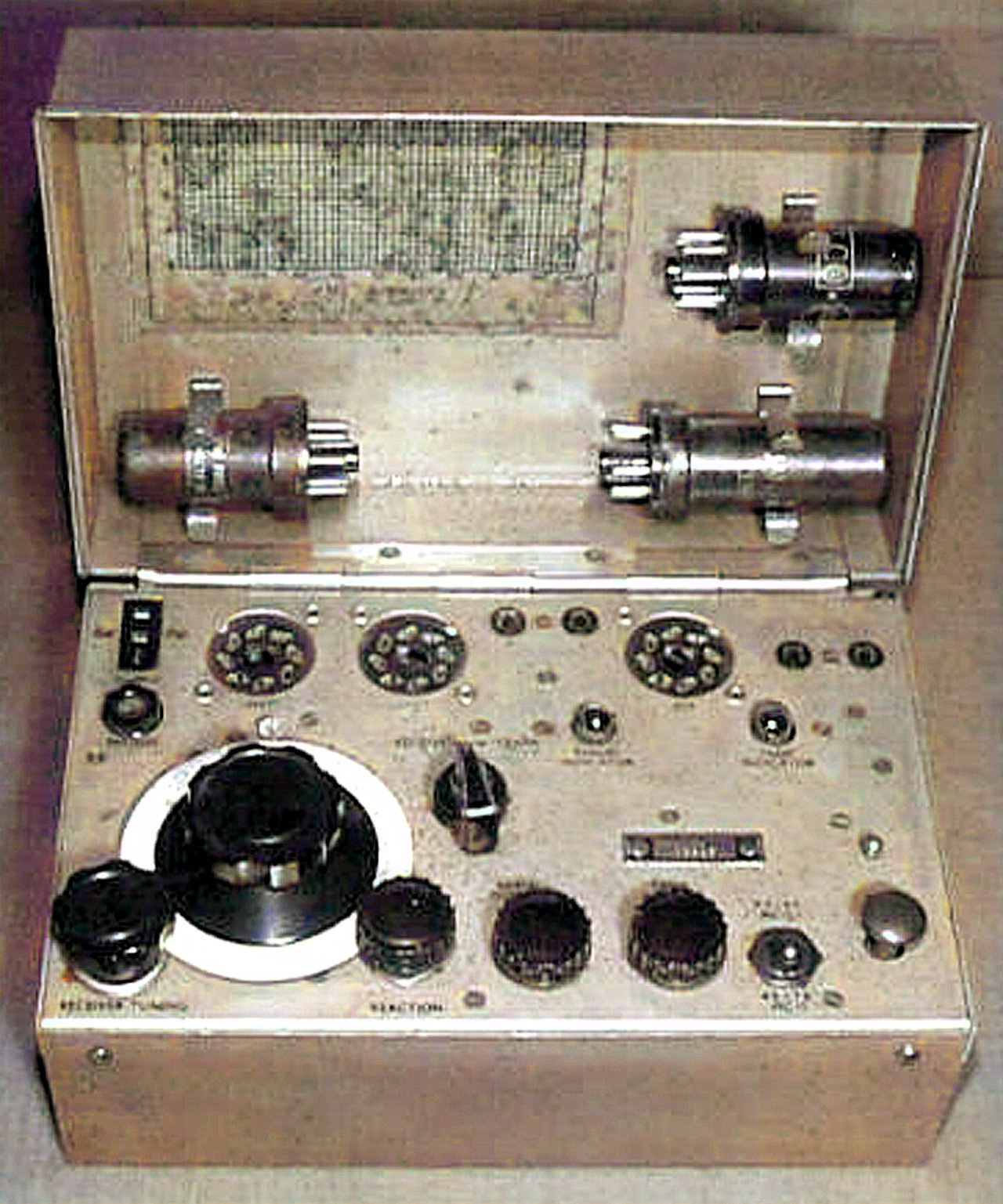
Réplique de l'émetteur-récepteur Paraset de 3.0 MHz à 7.6 MHz, puissance de sortie : 4 watts à 5 watts

La bande des 60 mètres est partagée entre plusieurs services.
Tableau de répartition des fréquences de la bande des 60 mètres en Afrique et en Europe  (donc la France et les collectivités et territoires français situés hors de l’Europe *)
| Fréquences en kHz | Utilisations radioamateur et Modes |
| ----------------- | --- |
| 5 351,5 à 5 354   | Radioamateurs en radiotélégraphie en CW |
| 5 354 à 5 366     | - 5 354 kHz Canal recommandé en radiotéléphonie en USB - 5 357 kHz Canal recommandé en radiotéléphonie en USB - 5 360 kHz Canal recommandé en radiotéléphonie en USB - 5 363 kHz Canal recommandé en radiotéléphonie en USB |
| 5 366 à 5 366,5   | Radioamateurs en digimodes |

- La fréquence radio 5 403,5 kHz est utilisable pour des contacts transatlantiques : États-Unis / Royaume-Uni / Norvège / Danemark.

### Plage de fréquence 60m utilisée enFranceet DOM-TOM
Depuis le 13 février 2020 , la bande 5 351,5 kHz à 5 366,5 kHz (soit une bande de 15 kHz) est attribuée aux stations radioélectriques du service d’amateur en France à titre secondaire avec une puissance rayonnée maximale de 15 W (PIRE)  pour les contrées dans les régions 1 et 2 uniquement.

### La bande des 60 mètresradioamateurauRoyaume-Uni
- Fréquence en kHz en tous modes: 5258,5 à 5261,5 - 5278,5 à 5281,5 - 5288,5 à 5291,5 - 5366,5 à 5369,5 - 5371,5 à 5374,5 - 5398,5 à 5401,5 - 5403,5 à 5406,5. Demande de licence
- Les dimanche à 12h30 (heure locale) bulletin d'informations hebdomadaire de RSGB en USB entre: 5,4035 à 5,4065 MHz.
- La fréquence 5403,5 kHz est commune États-Unis / Royaume-Uni / Norvège / Danemark / Portugal.

### Tableau de la bande au Royaume-Uni
| Bande des 60 mètres | 5258.5 |  | 5278.5 |  | 5288.5 |  | 5366.5 |  | 5371.5 |  | 5398.5 |  | 5403.5 |
| --- | ------ |  | ------ |  | ------ |  | ------ |  | ------ |  | ------ |  | ------ |
| Royaume-Uni | FA     |  | FB     |  | FC     |  | FK     |  | FL     |  | FE     |  | FM     |
| note: les émissions de la bande des 60 mètres sont limitées à 200 watts au Royaume-Uni avec des canaux d'une bande passante de 3kHz. La fréquence 5403,5 kHz est commune États-Unis / Royaume-Uni / Norvège / Danemark. |        |  |        |  |        |  |        |  |        |  |        |  |        |

### Tableau de la bande en Norvège et Danemark
| Bande des 60 mètres | début         |  | 5310.0   |  | 5335.0     |  | 5355.0   |  | 5375.0                |  | 5403.5       |  | fin           |
| --- | ------------- |  | -------- |  | ---------- |  | -------- |  | --------------------- |  | ------------ |  | ------------- |
| Norvège Danemark | 5260.0 5250.0 |  | Appel CW |  | Trafic QRP |  | Digimode |  | Appel national en USB |  | Appel en USB |  | 5410.0 5450.0 |
| note : la bande de 60 mètres au Norvège est 5260 - 5410 kHz, au Danemark 5250 - 5450 kHz. Les stations danoises sont limitées à 1 kilowatt rayonné. La fréquence 5403,5 kHz est commune États-Unis / Royaume-Uni / Norvège / Danemark. |               |  |          |  |            |  |          |  |                       |  |              |  |               |

### Plage de fréquence 60m utilisé enSuisse
L'Office Fédérale de la Communication (OFCOM) a autorisé l'utilisation de la bande 60m depuis le 22 janvier 2019.
La plage de fréquence est la suivante :
5315.5  –  5366.5 / Puissance Max. 15W EIRP (Effective Isotropically Radiated Power)

### Dans le monde

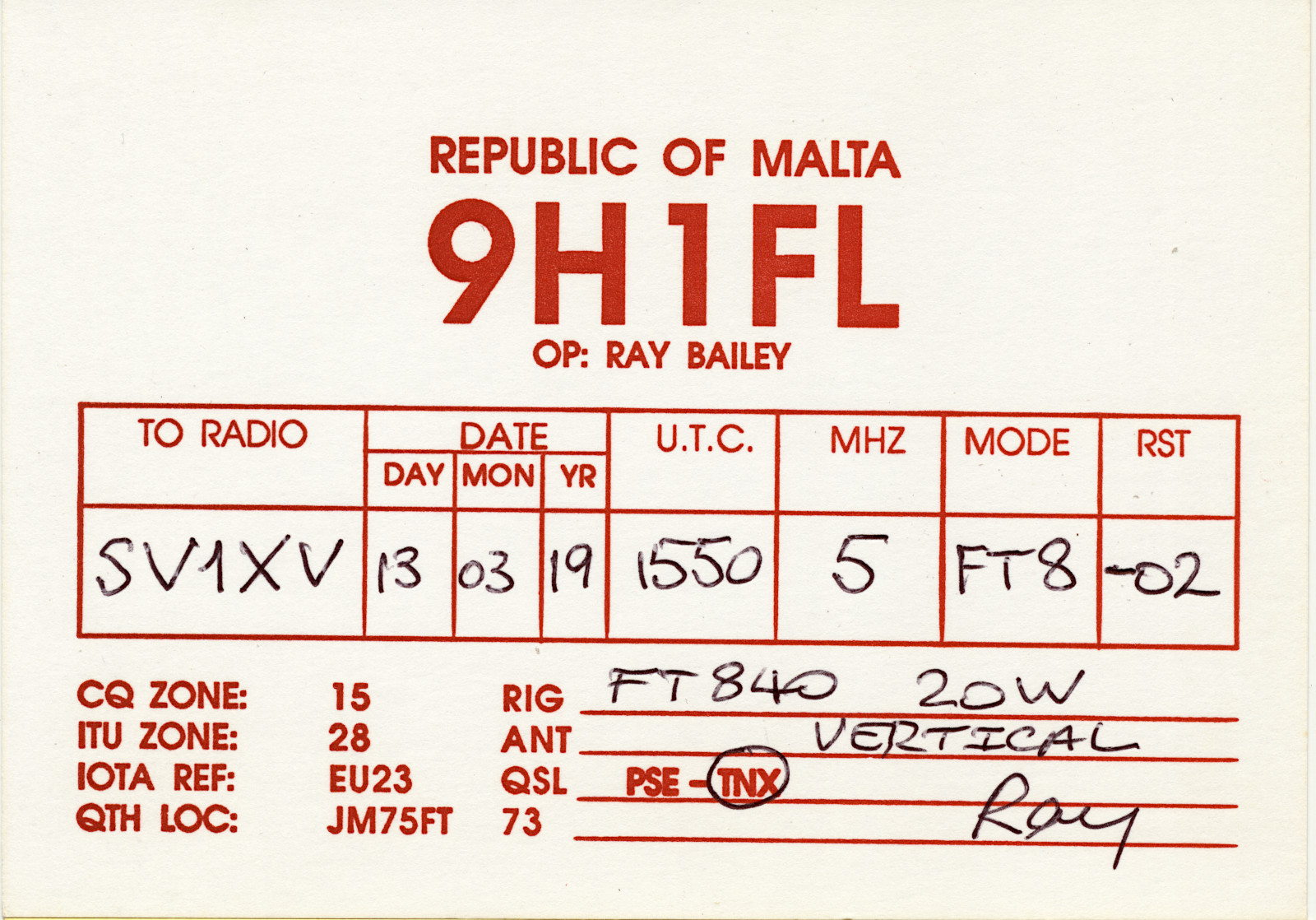
60 mètres QSL de 9H1FL en Malte.

La bande des 60 mètres radioamateur aux États-Unis
- Fréquence en kHz en USB : 5346,5 kHz - 5366,5 kHz - 5371,5 kHz - 5403.5 kHz
- La fréquence 5403,5 kHz est commune États-Unis / Europe.

| Canal/Fréquence | Pays                       | Remarques/Utilisations                                                |
| --------------- | -------------------------- | --------------------------------------------------------------------- |
| 5 371,5 kHz     | Bahreïn                    | USB Puissance max 27 dBW (500 Watts)                                  |
| 5 403,5 kHz     | Bahreïn                    | USB Puissance max 27 dBW (500 Watts)                                  |
| 5 330,5 kHz     | Canada                     | USB, CW, RTTY, Data. Puissance maxi : 100W PEP ERP + conditions       |
| 5 346,5 kHz     | Canada                     | USB, CW, RTTY, Data. Puissance maxi : 100W PEP ERP + conditions       |
| 5 357,0 kHz     | Canada                     | USB, CW, RTTY, Data. Puissance maxi : 100W PEP ERP + conditions       |
| 5 371,5 kHz     | Canada                     | USB, CW, RTTY, Data. Puissance maxi : 100W PEP ERP + conditions       |
| 5 403,5 kHz     | Canada                     | USB, CW, RTTY, Data. Puissance maxi : 100W PEP ERP + conditions       |
| 5 330,5 kHz     | Îles Caïmans               | USB, CW, RTTY, Data. Puissance maxi : 100W PEP ERP + conditions       |
| 5 346,5 kHz     | Îles Caïmans               | USB, CW, RTTY, Data. Puissance maxi : 100W PEP ERP + conditions       |
| 5 357,0 kHz     | Îles Caïmans               | USB, CW, RTTY, Data. Puissance maxi : 100W PEP ERP + conditions       |
| 5 371,5 kHz     | Îles Caïmans               | USB, CW, RTTY, Data. Puissance maxi : 100W PEP ERP + conditions       |
| 5 403,5 kHz     | Îles Caïmans               | USB, CW, RTTY, Data. Puissance maxi : 100W PEP ERP + conditions       |
| 5 276,0 kHz     | République tchèque         | 100W ERP, USB et CW (+ 1,5 kHz)                                       |
| 5 288,5 kHz     | République tchèque         | 100W ERP, USB et CW (+ 1,5 kHz)                                       |
| 5 298,0 kHz     | République tchèque         | 100W ERP, USB et CW (+ 1,5 kHz)                                       |
| 5 313,0 kHz     | République tchèque         | 100W ERP, USB et CW (+ 1,5 kHz)                                       |
| 5 330,5 kHz     | République tchèque         | 100W ERP, USB et CW (+ 1,5 kHz)                                       |
| 5 333,0 kHz     | République tchèque         | 100W ERP, USB et CW (+ 1,5 kHz)                                       |
| 5 362,0 kHz     | République tchèque         | 100W ERP, USB et CW (+ 1,5 kHz)                                       |
| 5 366,5 kHz     | République tchèque         | 100W ERP, USB et CW (+ 1,5 kHz)                                       |
| 5 371,5 kHz     | République tchèque         | 100W ERP, USB et CW (+ 1,5 kHz)                                       |
| 5 395,0 kHz     | République tchèque         | 100W ERP, USB et CW (+ 1,5 kHz)                                       |
| 5 398,5 kHz     | République tchèque         | 100W ERP, USB et CW (+ 1,5 kHz)                                       |
| 5 403,5 kHz     | République tchèque         | 100W ERP, USB et CW (+ 1,5 kHz)                                       |
| 5 330,5 kHz     | Dominique                  | 50W PEP, Voix (SSB)                                                   |
| 5 346,5 kHz     | Dominique                  | 50W PEP, Voix (SSB)                                                   |
| 5 355,5 kHz     | Dominique                  | 50W PEP, Voix (SSB)                                                   |
| 5 371,5 kHz     | Dominique                  | 50W PEP, Voix (SSB)                                                   |
| 5 403,5 kHz     | Dominique                  | 50W PEP, Voix (SSB)                                                   |
| 5 258,5 kHz     | République dominicaine     | USB & CW                                                              |
| 5 278,5 kHz     | République dominicaine     | USB & CW                                                              |
| 5 288,5 kHz     | République dominicaine     | USB & CW                                                              |
| 5 366,5 kHz     | République dominicaine     | USB & CW                                                              |
| 5 371,5 kHz     | République dominicaine     | USB & CW                                                              |
| 5 398,5 kHz     | République dominicaine     | USB & CW                                                              |
| 5 403,5 kHz     | République dominicaine     | USB & CW                                                              |
| 5 288,6 kHz     | Finlande                   | radio-club Puissance maxi: 50W en USB                                 |
| 5 298,6 kHz     | Finlande                   | radio-club Puissance maxi: 50W en USB                                 |
| 5 330,6 kHz     | Finlande                   | radio-club Puissance maxi: 50W en USB                                 |
| 5 346,6 kHz     | Finlande                   | radio-club Puissance maxi: 50W en USB                                 |
| 5 366,6 kHz     | Finlande                   | radio-club Puissance maxi: 50W en USB                                 |
| 5 371,6 kHz     | Finlande                   | radio-club Puissance maxi: 50W en USB                                 |
| 5 398,6 kHz     | Finlande                   | radio-club Puissance maxi: 50W en USB                                 |
| 5 398,5 kHz     | Grèce                      | SZ1SV station HQ RAAG. SSB, CW et numérique. Max 100W PEP             |
| 5 330,5 kHz     | Honduras                   | USB Voix, Données, RTTY, CW Max. Puissance: 100W PEP ERP.             |
| 5 346,5 kHz     | Honduras                   | USB Voix, Données, RTTY, CW Max. Puissance: 100W PEP ERP.             |
| 5 357,0 kHz     | Honduras                   | USB Voix, Données, RTTY, CW Max. Puissance: 100W PEP ERP.             |
| 5 371,5 kHz     | Honduras                   | USB Voix, Données, RTTY, CW Max. Puissance: 100W PEP ERP.             |
| 5 403,5 kHz     | Honduras                   | USB Voix, Données, RTTY, CW Max. Puissance: 100W PEP ERP.             |
| 5 298,5 kHz     | Israël                     | 100W PEP, USB CW RTTY PSK                                             |
| 5 330,5 kHz     | Israël                     | 100W PEP, USB CW                                                      |
| 5 357,0 kHz     | Israël                     | 100W PEP, RTTY PSK CW USB                                             |
| 5 366,5 kHz     | Israël                     | 100W PEP, USB CW RTTY PSK (également Olivia 4 / ou 8/250 et 4/125)    |
| 5 371,5 kHz     | Israël                     | 100W PEP, USB                                                         |
| 5 398,5 kHz     | Israël                     | 100W PEP, USB, CW, RTTY, PSK                                          |
| 5 403,5 kHz     | Israël                     | 100W PEP, USB, CW, RTTY, PSK                                          |
| 5 407,0 kHz     | Israël                     | 100W PEP, USB, CW, RTTY, PSK                                          |
| 5 320,0 kHz     | Nouvelle-Zélande           | Pour une utilisation d'urgence seulement.                             |
| 5 395,0 kHz     | Nouvelle-Zélande           | Pour une utilisation d'urgence seulement.                             |
| 5 288,5 kHz     | Portugal, Açores, Madera   | USB et CW                                                             |
| 5 371,5 kHz     | Portugal, Açores, Madera   | USB et CW                                                             |
| 5 380,5 kHz     | Portugal, Açores, Madera   | USB et CW                                                             |
| 5 403,5 kHz     | Portugal, Açores, Madera   | USB et CW                                                             |
| 5 278,5 kHz     | Irlande                    | 200W PEP USB, CW et modes numériques. Licence valable 1 an            |
| 5 290,0 kHz     | Irlande                    | Balises au Royaume-Uni                                                |
| 5 298,5 kHz     | Irlande                    | 200W PEP USB, CW et modes numériques. Licence valable 1 an            |
| 5 330,5 kHz     | Irlande                    | 200W PEP USB, CW et modes numériques. Licence valable 1 an            |
| 5 346,5 kHz     | Irlande                    | 200W PEP USB, CW et modes numériques. Licence valable 1 an            |
| 5 398,5 kHz     | Irlande                    | 200W PEP USB, CW et modes numériques. Licence valable 1 an            |
| 5 403,5 kHz     | Irlande                    | 200W PEP USB, CW et modes numériques. Licence valable 1 an            |
| 5 363,5 kHz     | Roumanie                   | 15W PIRE. CW, PSK, RTTY, WSJT (et éventuellement d'autres Digimodes). |
| 5 258,5 kHz     | Afrique du Sud             | 100W (400W PEP), tous les modes - Contacts généraux                   |
| 5 288,5 kHz     | Afrique du Sud             | 100W (400W PEP), tous les modes - Propagation Exp. Seulement          |
| 5 330,5 kHz     | Saint-Christophe-et-Niévès | USB, Puissance maxi : 50W PEP ERP.                                    |
| 5 346,5 kHz     | Saint-Christophe-et-Niévès | USB Puissance maxi : 50W PEP ERP.                                     |
| 5 357,0 kHz     | Saint-Christophe-et-Niévès | USB, Puissance maxi : 50W PEP ERP.                                    |
| 5 371,5 kHz     | Saint-Christophe-et-Niévès | USB, Puissance maxi : 50W PEP ERP.                                    |
| 5 403,5 kHz     | Saint-Christophe-et-Niévès | USB, Puissance maxi : 50W PEP ERP.                                    |
| 5 330,5 kHz     | Sainte-Lucie               | USB, CW, RTTY, Data. Puissance maxi : 100W PEP ERP.                   |
| 5 346,5 kHz     | Sainte-Lucie               | USB, CW, RTTY, Data. Puissance maxi : 100W PEP ERP.                   |
| 5 357,0 kHz     | Sainte-Lucie               | USB, CW, RTTY, Data. Puissance maxi : 100W PEP ERP.                   |
| 5 371,5 kHz     | Sainte-Lucie               | USB, CW, RTTY, Data. Puissance maxi : 100W PEP ERP.                   |
| 5 403,5 kHz     | Sainte-Lucie               | USB, CW, RTTY, Data. Puissance maxi : 100W PEP ERP.                   |
| 5 310,0 kHz     | Suède                      | Puissance max 100W PEP Licence expérimental valable 6 mois.           |
| 5 320,0 kHz     | Suède                      | Puissance max 100W PEP Licence expérimental valable 6 mois.           |
| 5 380,0 kHz     | Suède                      | Puissance max 100W PEP Licence expérimental valable 6 mois.           |
| 5 390,0 kHz     | Suède                      | Puissance max 100W PEP Licence expérimental valable 6 mois.           |
| 5 250,5 kHz     | Trinité-et-Tobago          | USB, CW, RTTY, Data. Puissance Max: 1 kW PEP ERP.                     |
| 5 167,5 kHz     | États-Unis                 | En cas d'urgence seulement en Alaska.                                 |
| 5 330,5 kHz     | États-Unis                 | USB, CW, RTTY, Data. Puissance maxi : 100W PEP ERP.                   |
| 5 346,5 kHz     | États-Unis                 | USB, CW, RTTY, Data. Puissance maxi : 100W PEP ERP.                   |
| 5 357,0 kHz     | États-Unis                 | USB, CW, RTTY, Data. Puissance maxi : 100W PEP ERP.                   |
| 5 371,5 kHz     | États-Unis                 | USB, CW, RTTY, Data. Puissance maxi : 100W PEP ERP.                   |
| 5 403,5 kHz     | États-Unis                 | USB, CW, RTTY, Data. Puissance maxi : 100W PEP ERP.                   |

Canal d’urgence en Alaska: 5 167,5 kHz en USB : routes, routiers, habitations isolées (reçus jusqu'à 1 000 kilomètres). (L'hiver le matin avant le lever du soleil en France, les communications peuvent être reçues depuis la France, car le trajet des ondes radios 5 167,5 kHz est entièrement de nuit)

## La manœuvre d’une station radioamateur
En France, manœuvrer une station radioamateur dans la bande de 60 mètres requiert un Certificat d'opérateur du service amateur de classe HAREC.

## Les antennes

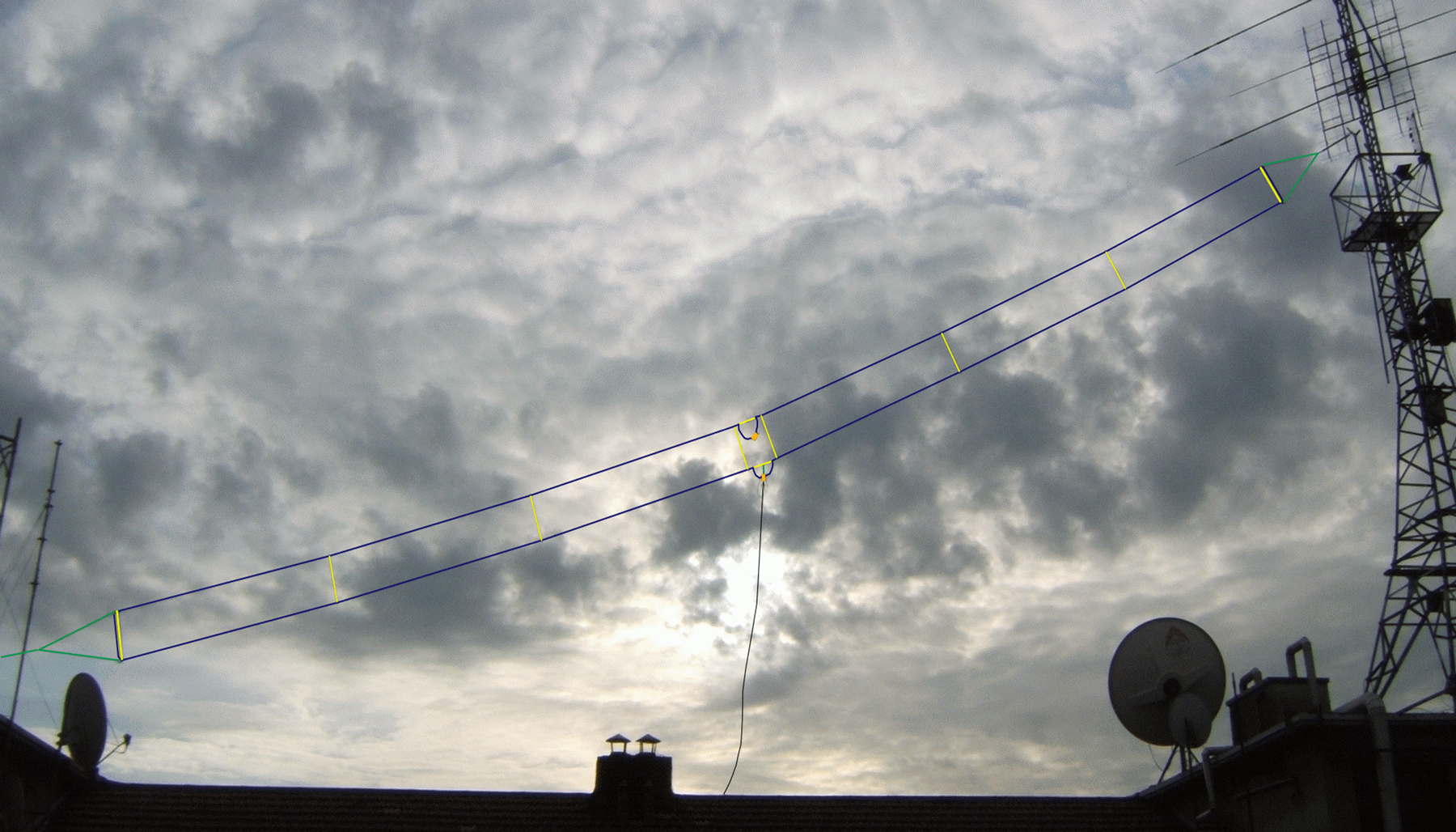
Antenne apériodique (W3HH) (T2FD).

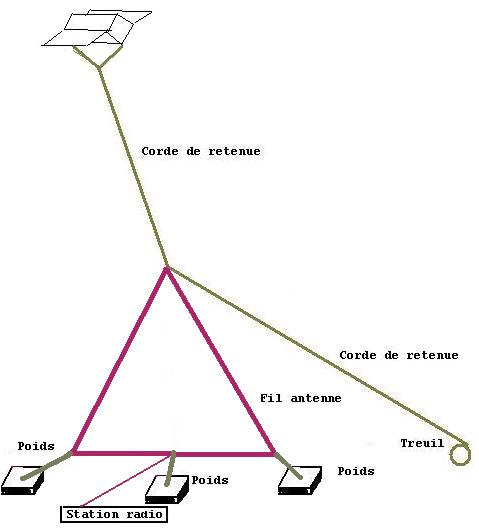
Cerf-volant porte antenne delta-loop.

Les antennes les plus utilisées sur cette bande :
- Antenne fouet à capacité terminale
- Antenne fouet hélicoïdale
- Antenne fouet à bobine
- Antenne dipolaire ou dipôle
- l’antenne Conrad-Windom
- l’antenne Levy
- l’antenne Zeppelin
- l’antenne delta-loop verticale ou horizontale.
- Antenne cadre
- l’antenne en "L"
- Antenne dipolaire en « V » inversé demi-onde
- l’antenne apériodique (W3HH) (T2FD)
- l’antenne long-fil
- l’antenne Beverage
- l’antenne Sloper
- l’antenne a deux éléments déphasés
- l’antenne NVIS
- Antenne en T

L'antenne radioélectrique pour être efficaces est longue d'une demi-onde (de plusieurs dizaines de mètres) peut être soutenue par un cerf-volant porte antenne de type stationnaire ou par un ballon porte antenne pour la réception des ondes radioélectriques.

## La propagation sur la bande 60 M
La propagation sur 60 mètres se produit par trois mécanismes entièrement distincts et différents : 
- l'onde de sol ;
- l'onde d'espace avec un rayonnement afin d'attaquer l'ionosphère le plus loin possible (pour le contact longue distance) ;
- l'onde d'espace avec un rayonnement quasi vertical en direction du ciel NVIS (pour les communications locales et régionale).

### Le jour
- De jour
- Cette bande est utilisable de jour pour le trafic radio régional et national.
- Excellente bande nationale, portée jusqu’à 800 km.
- Radiocommunications possibles sans zone de silence en rayonnement NVIS (Onde de Ciel à Incidence Quasi Verticale) avec une portée régionale.

### La nuit
La propagation nocturne sur 60 mètres se produit toujours par trois mécanismes entièrement distincts et différents : 
- l'onde de sol est nettement renforcée et débarrassé du souffle de la bande;
- l'onde d'espace avec un rayonnement proche du sol afin d'attaquer l'ionosphère le plus loin possible (pour le contact longue distance jusqu'à 3 000 km) ;
- l'onde d'espace avec un rayonnement quasi vertical en direction du ciel NVIS (pour les communications locales et régionale).

### Onde de sol

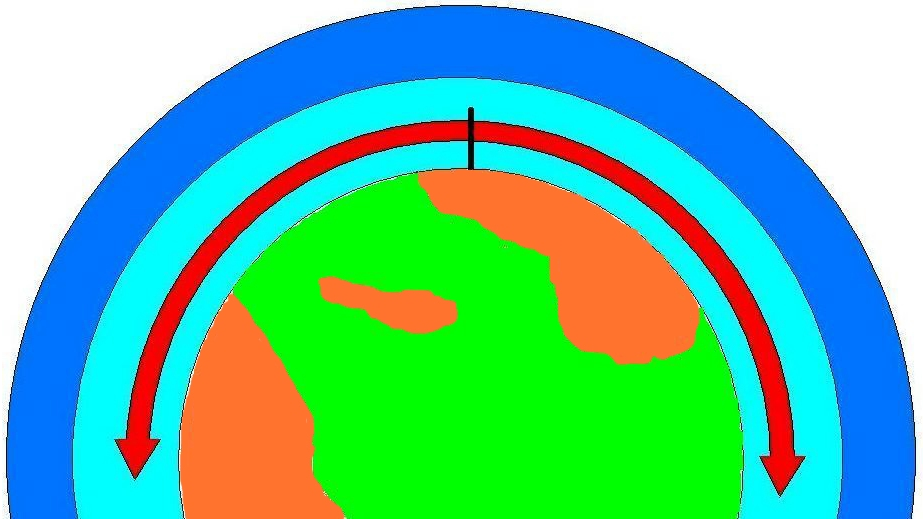
La propagation par l'onde de sol sur la surface de la Terre.

Les ondes de sol, comme leur nom l’indique, voyagent à la surface de la Terre (entre le sol et la couche ionisée D de l’atmosphère).
L'atténuation de l’énergie de l’onde de sol est en fonction du carré de la distance, sans tenir compte de la courbure de la terre  exponentielle par l'Établissement de l'équation de propagation à partir des équations de Maxwell.

Tableau des affaiblissements radio en dB en fonction de la distance :
| Distance entre l’émetteur et le récepteur | 1 km  | 10 km | 100 km | 1 000 km |
| ----------------------------------------- | ----- | ----- | ------ | -------- |
| Affaiblissement de l'onde radio en dB     | 46 dB | 66 dB | 86 dB  | 106 dB   |

### Onde d’espace pour le contact longue distance

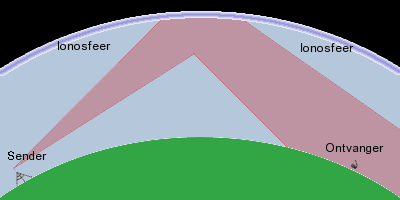
La propagation par onde réfléchie entre ciel et terre.

- Le contact longue distance où l'on recherche l'angle de rayonnement de l'antenne bas, afin d'attaquer l'ionosphère le plus loin possible et obtenir une propagation loin de son point d'origine.
- De plus on rencontre en partant de l’émetteur une zone de réception par onde de sol, une zone de silence, une zone de réception indirecte, une zone de silence, une zone de réception indirecte, une zone de silence et ainsi de suite. L’énergie radiofréquence est réfléchie par les couches de l'ionosphère. Ces réflexions successives entre le sol ou la mer et les couches de l'ionosphère permette des liaisons radiotélégraphique intercontinentales nocturnes.

1. Radiocommunication avec une station située à l'Est est peu avant le crépuscule jusqu'à quelques heures avant l'aube.
2. Radiocommunication avec une station située à l'Ouest est entre les heures tardives de la soirée et l'aube.
3. Radiocommunication avec une station située au Nord et au Sud est à tout moment pendant les heures de nuit.

### La Ligne grise

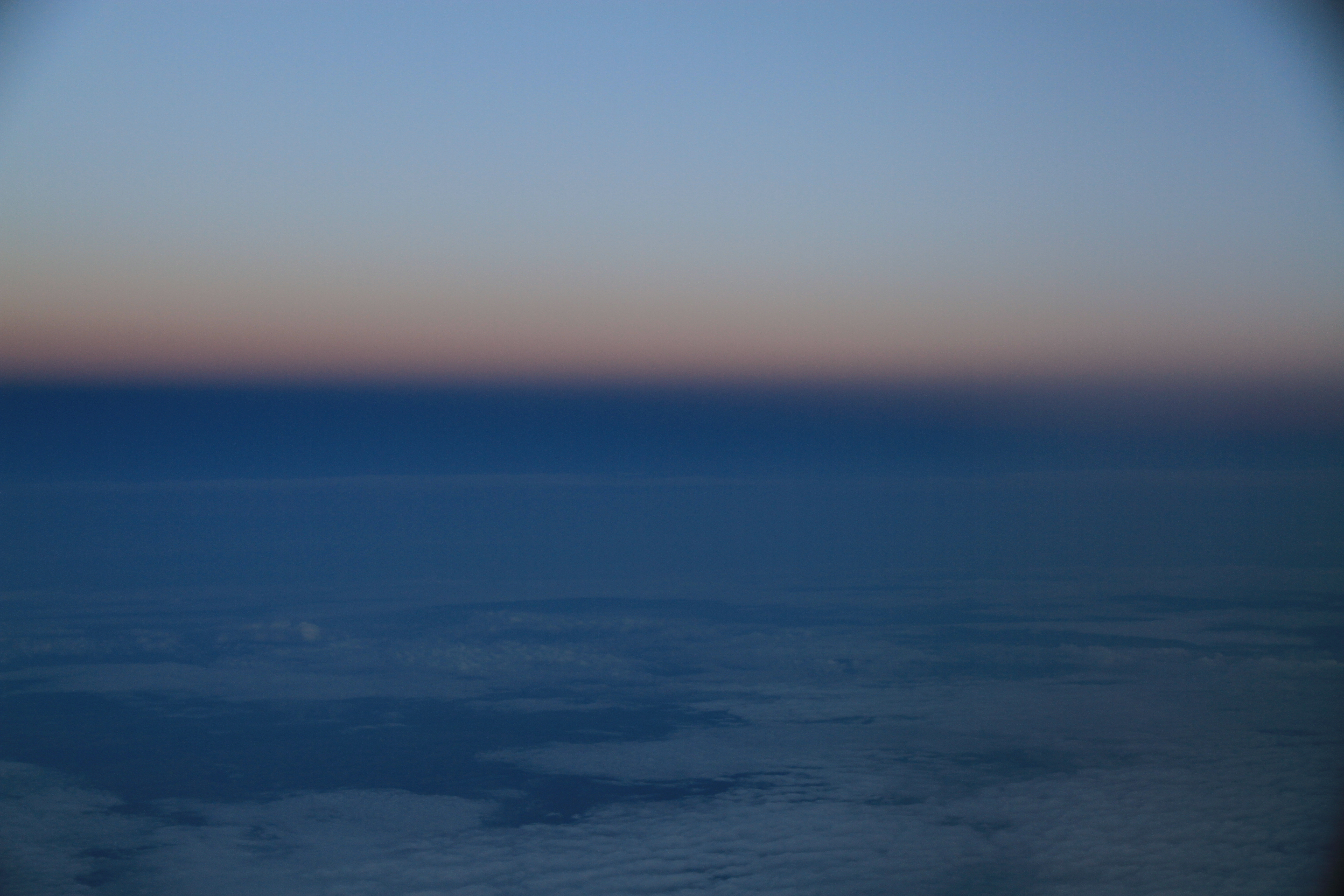
Ligne grise (ou Grey line).

Le matin ou le soir quand la terre entre ou sort de la nuit, la zone du terminateur séparant la partie de la terre éclairée de la partie plongée dans la nuit est appelé par les radioamateurs la « ligne grise » ou « grey line » en anglais. C'est le moment le plus favorable pour les radiocommunications à longue distance ou DX. La ligne grise se modifie au gré des saisons modifiant du coup la propagation à longue distance de cette bande, cela pour une durée d'environ 30 minutes.

### NVIS
- Le NVIS est utilisé pour établir un réseau radio dans la bande 60 M, en communications locales et régionales à l’intérieur d’une zone de 240 km environ autour de l'émetteur. Ce mode de propagation permet en zone de forts reliefs de remplacer un réseau VHF.
- Le concept vise à rayonner le maximum d'énergie verticalement, à une fréquence inférieure à la fréquence critique de réflexion de l'ionosphère, afin d'obtenir une réflexion maximale vers la zone à couvrir.
- Les radiocommunications en rayonnement NVIS ne présentent donc pas de distance de saut (sans zone de silence).

### Station utilitaire
Des stations utilitaires permettent de se faire une image de la propagation sur la bande des 60 mètres et d'effectuer des essais d'antennes:
Dans différents pays du monde de 4 995 à 5 005 kHz des émission précise de fréquence et d’horaire exact (ISO 8601) à des fins scientifiques et d’étalonnage donc WWV.
Des stations au sol diffusant la météo en vol VOLMET à destinations des aéronefs , elles ont une puissance HF de 6 000 W en USB pour la plupart et sont audibles depuis la France (une station radioamateur émettant avec le même type d'antenne et 15 W vers la même zone sera reçu avec un affaiblissement de son émission radio de 26 dB soit au S-mètre 4,5 points plus faible que la station VOLMET  reçu) :
- Royal Air Force 5 450 kHz
- Shannon 5 505 kHz

éventuellement :
- AFI Afrique 5 499 kHz
- MID Moyen-Orient 5 589 kHz
- SAM Argentine 5 475 kHz
- SAM Amérique du Sud 5 601 kHz
- SEA 2 Asie du Sud-Est 5 673 kHz
- Urgence aéronautique 5 680 kHz communications intermittentes, occasionnellement

Des stations de radiodiffusion en région tropicale émettent dans la bande des 60 mètres : 4 750 kHz à 4 995 kHz et de 5 005 kHz à 5 060 kHz.
Des radars trans-horizon de grande porté travaillant dans la bande 5,3 MHz à 5,4 MHz envoient de fortes impulsions radioélectriques et donc provoquant de puissants brouillages.

## Pour améliorer la fiabilité des communications
Avec seulement une Bande des 40 mètres attribuée entre 4 et 10 MHz, les stations du service d’amateur ne disposent pas de la souplesse des autres services fonctionnant en ondes décamétriques lorsqu’il s’agit d’adapter la fréquence d’exploitation en fonction des variations des conditions de propagation. Pour améliorer la fiabilité des communications à toute heure du jour et de la nuit et pour faciliter le rôle que joue le service d’amateur dans les opérations de secours en cas de catastrophe et les efforts déployés pour en atténuer les effets, une attribution mondiale de 150 kHz à titre secondaire est recherchée juste au-dessus de 5 MHz, comme cela est proposé dans le Rapport de la RPC à la CMR-07.
À la fin de l'UIT 2012 Conférence mondiale des radiocommunications (CMR-12) le vendredi 17 février 2012, la Résolution COM6/12 a été ratifié comme étant mis sur l'ordre du jour de la prochaine CMR en 2015 (CMR-15). Cette résolution invite la CMR-15 d'examiner la possibilité de faire une allocation d'une bande vers 5300 kHz, pas nécessairement contiguës, au service d'amateur à titre secondaire dans la bande 5250-5450 kHz . Les travaux de la conférence mondiale des radiocommunications en fin de l’année 2015 ont mené à l’attribution de la bande 5 351,5 kHz - 5 366,5 kHz à titre secondaire au service amateur en Régions 1 et 2 au sens de l’UIT-R (Union internationale des télécommunications-Secteur des radiocommunications).
La note 5.133B du Règlement des radiocommunications limite la puissance rayonnée maximale des stations du service d'amateur fonctionnant dans la bande de fréquences 5 351,5 kHz - 5 366,5 kHz à 15 W (p.i.r.e.) .
La CMR-15 sur la base des résultats des études de l'UIT-R visées à l'invite l'UIT-R ci-dessous :
- d'étudier les besoins en fréquences pour une attribution secondaire au service d'amateur dans la bande 5250-5450kHz ;
- d'effectuer des études sur l'impact de partage à d'autres services actuellement affectés dans la bande visée à l'invite de l'UIT-R 1 et dans les bandes adjacentes ;
- pour terminer les études à temps pour la CMR-2015 [11].

## Articles externes
- Le NVIS C’est pas sorcier, traduit en français par F4EED
- La propagation par ondes NVIS par Jacques VA2JOT